# Соломин, Николай Константинович
Никола́й Константи́нович Соло́мин (26 января 1916, Москва — 1999, Москва) — российский художник, народный художник РСФСР (1983), отец Н. Н. Соломина.
Окончил Изотехникум памяти 1905 года, (ныне Московское государственное академическое художественное училище памяти 1905 года), ученик Н. П. Крымова (1936, с отличием). Далее окончил Московский Институт Изобразительных Искусств, (ныне Московский Художественный Институт имени В. И. Сурикова), где преподавали С. В. Герасимов, Г. Г. Ряжский, М. Ф. Шемякин и А. А. Деблер.

## Наиболее известные работы
- Автопортрет (1934)
- Молотьба (1953)
- Грибники (1953)
- «Севастопольская панорама» Ф. А. Рубо (1954, восстановление)
- Портрет девушки в маскарадном костюме (1955)
- Глуховцы на приёме у В. И. Ленина (1960)
- Щуки (1961)
- Соперницы (1964)
- Пришёл с войны (1967)
- В партизанском отряде (1970)
- Портреты: К. И. Самарина, Н. Х. Максимова, А. С. Комаровой, Н. П. Фирсова, Г. А. Захарова